# Formicivora
Formicivora Swainson, 1824 è un genere di uccelli passeriformi della famiglia Thamnophilidae, diffuso in Sud America.

## Tassonomia
Il genere comprende le seguenti specie:
- Formicivora iheringi Hellmayr, 1909
- Formicivora erythronotos Hartlaub, 1852
- Formicivora grisea (Boddaert, 1783)
- Formicivora intermedia Cabanis, 1847
- Formicivora serrana (Hellmayr, 1929)
- Formicivora melanogaster Pelzeln, 1868
- Formicivora rufa (Wied-Neuwied, 1831)
- Formicivora grantsaui Gonzaga, Carvalhaes & Buzzetti, 2007